# Aliens: The Computer Game (jeu vidéo, 1987)
Pour le jeu vidéo de 1986, voir Aliens: The Computer Game (jeu vidéo, 1986).
Aliens: The Computer Game est un jeu vidéo de tactique en temps réel développé par Software Studios et édité par Electric Dreams Software, sorti en 1987 sur Amstrad CPC, Commodore 16, Commodore 64 et ZX Spectrum.

## Accueil
- Commodore User : 8/10[1]
- Your Sinclair : 9/10[2]